# London Array
Le  London Array est un parc éolien en mer au large de l’estuaire de la Tamise, au Royaume-Uni, à 28,6 km au large de Foreland nord sur la côte du Kent. Avec une capacité installée de 630 MW et une production annuelle d'environ 2 TWh, il était lors de son inauguration en juillet 2013 le plus grand parc éolien en mer au monde.
La deuxième phase du projet, qui aurait porté le nombre de turbines à 341, a été abandonnée en 2014 à cause des problèmes posés par l'impact environnemental du parc sur les oiseaux marins (une moyenne de 76 oiseaux tués accidentellement chaque mois).

## Description
Le site se trouve à 28,6 km au large de Foreland nord sur la côte du Kent, dans la région de Long Sand et de Kentish Knock, et couvrira 245 km2 entre Margate dans le Kent et Clacton-on-Sea dans l’Essex. La construction a commencé en mars 2011 et la première phase de construction s'est terminée en 2013, pour un coût de 2,2 milliards d’euros et une capacité installée de 630 MW.
La première phase du projet comprend 175 turbines SWT-3.6 et deux sous-centrales en mer, donnant au parc éolien une puissance crête de 630 MW. Les turbines et les sous-stations en mer sont reliées par 210 km de câbles de 33 kV. Les sous-centrales sont reliées à une nouvelle sous-station située près de Graveney (à côté de Faversham) sur la côte nord du Kent, par 220 km de câbles sous-marins de 150 kV.
La production cumulée du parc London Array a atteint fin avril 2015 le seuil symbolique de 5 TWh ; pour l'année calendaire 2014, elle s'était élevée à 2,2 TWh.

## Propriété
Le parc appartenait initialement pour 50 % à DONG Energy, pour 30 % à E.ON UK Renewables et pour 20 % à Masdar. Il était prévu que le parc éolien soit construit par London Array Limited, un consortium de Shell WindEnergy Ltd, E.ON UK Renewables et DONG Energy. En mai 2008, cependant, Shell a annoncé son retrait du projet. En juillet 2008, E.ON UK et DONG Energy ont annoncé que la part de Shell dans le projet serait reprise par E.ON. Le 16 octobre 2008, London Array a annoncé que Masdar, basé à Abou Dhabi, s’associait avec E.ON dans le cadre d’une joint-venture pour rejoindre le projet. Selon cet accord, Masdar a acheté 40 % des parts de E.ON, lui donnant 20 % des parts du projet.
DONG Energy a cédé en janvier 2014 la moitié de ses parts à la Caisse de dépôt et placement du Québec et se trouve donc à égalité avec elle à 25 %,.

## Financement et calendrier
En mars 2009, les bailleurs de fonds se sont mis d’accord sur un investissement initial de 2,2 milliards d’euros. Les travaux en mer devaient commencer en février 2011, avec une fin des travaux pour la première phase courant 2012. La seconde phase (installant 217 turbines supplémentaires de 1,6 MW chacune) augmentera la capacité du parc éolien jusqu’à 1 000 MW,.
Le financement de la 1re phase devait être complété grâce à la Banque européenne d’investissement et le Danish Export Credit Fund, avec l’apport de 250 millions de livres sterling.
La première phase du projet a été inaugurée le 4 juillet 2013 par le premier ministre David Cameron.
La deuxième phase du projet, qui aurait porté le nombre de turbines à 341, a été abandonnée en 2014 à cause du délai de trois années qui aurait été nécessaire pour évaluer l'effet de cette extension sur la population de 6 500 plongeons catmarins (Gavia stellata) qui passent l'hiver dans cette zone.